# Plinia cauliflora
Plinia cauliflora (narodni nazivi: "stablo brazilskoga grožđa", jaboticaba, jabuticaba), biljna vrsta iz porodice mirtovki.

## Opis
Jaboticaba ili Plinia cauliflora, drvo je iz porodice mirtovki (Myrtaceae) i njegovi jestivi plodovi. Jaboticaba je porijeklom iz jugoistočnog Brazila i uvedena je u druge tople regije, uključujući zapadnu i južnu Sjevernu Ameriku. Plodovi se mogu jesti sirovi i obično se koriste za izradu vina i želea.
Stabla su u obliku kupole i narastu do visine od oko 11 do 12 metara (35 do 40 stopa). Glatki ovalni listovi variraju od 2 do 8 cm (0,75 do 3 inča) dugi i imaju glatke rubove i glatke površine. Mali cvjetovi, koji rastu pojedinačno ili u grozdovima izravno na granama i deblu, nose četiri bijele latice. Sjajna kestenjasto-ljubičasta bobica je okrugla ili blago spljoštena na krajevima i sadrži jednu do četiri sjemenke. Pulpa, koja je sočna i ukusna, prozirno je bijela ili ima ružičastu boju.
Naziv jaboticaba se također koristi za nekoliko blisko povezanih stabala iz roda Myrciaria.
- P. cauliflora
- P. cauliflora
- P. cauliflora
- P. cauliflora

## Vanjske poveznice
- Sve o egzotičnom stablu Jabuticaba